# Horváthertelend
Horváthertelend ist eine ungarische Gemeinde im Kreis Szigetvár im Komitat Baranya.

## Geschichte
Horváthertelend wurde 1332 erstmals urkundlich erwähnt.